# Voila
Voila là một xã thuộc hạt Brașov, România. Dân số thời điểm năm 2002 là 4634 người.